# مقتل جورج فلويد
جورج فلويد «46 عام» (بالإنجليزية: George Floyd)‏ مواطن أمريكي من أصل أفريقي توفي في 25 مايو 2020 في مدينة منيابولس، مينيسوتا في الولايات المتحدة الأمريكية، وذلك أثناء تثبيته على الأرض بُغية اعتقاله من قبل شرطة المدينة، حيث قام ضابط شرطة منيابولس «ديريك تشوفين» بالضغط على عنق فلويد (بركبته) لمنعه من الحركة أثناء الاعتقال لما يقارب تسع دقائق، أثناء ذلك قيد شرطيان آخران جورج فلويد بينما منع رابع المتفرجين من التدخل، خلال دقائق بدأ فلويد بالصراخ وبشكل متكرر: «لا أستطيع التنفس» كذلك صرخ بعض المارة طالبين من الشرطي التوقف عن ذلك. خلال الدقائق الثلاث الأخيرة توقفت حركة فلويد وتوقف نبضه، ومع ذلك لم يُظهر ضباط الشرطة أي محاولة لإسعافه، بل على العكس، استمر شوفين بالضغط على عنق فلويد بركبته حتى عندما حاول مسعفو الطوارئ الطبية إسعافه. سُجِلَت الحادثة في العديد من مقاطع فيديو الهواتف المحمولة التي تداولها الناس في نطاق واسع على منصات وسائل التواصل الاجتماعي. فُصل أربعة من رجال الشرطة المتورطين في الحادث.
وقع الحادث أثناء اعتقال فلويد في باودرهورن، وهو أحد أحياء جنوبي وسط مدينة منيابولس في مينيسوتا، وقد سجّله أحد المارة على هاتف ذكي. اُعتُقل فلويد بعد محاولته المزعومة استخدام ورقة عشرين دولار أمريكي في محل بقالة للسجائر والصودا، وصفها الموظف بأنها مزورة. وزعمت الشرطة أن فلويد «قاوم جسدياً»، بعد أن أُمر بالخروج من سيارته قبل تصوير الفيديو. لا تدعم لقطات المراقبة الملتقطة من مطعمٍ قريب الادّعاء، حيث أظهرت سقوط فلويد مرتين أثناء مرافقة الضباط له. سجّل أحد المارّة مقطع فيديو، أظهر فلويد الموقوف يردد بشكل متكرر «لا أستطيع التنفس»، وانتشرت على نطاق واسع على منصات وسائل التواصل الاجتماعية، وبثته وسائل الإعلام.
طُرد الضباط الأربعة المتورطون في اليوم التالي. يُجري مكتب التحقيقات الفيدرالي تحقيقات حول الحقوق المدنية الفيدرالية المتعلّقة بالحادث بناءً على طلب من قسم شرطة منيابولس.
كما يحقق مكتب مينيسوتا للاعتقال الجنائي أيضاً في الانتهاكات المحتملة لقوانين مينيسوتا. في 29 أيار (مايو)، قُبض على تشوفين ووجهت له تهمة القتل من الدرجة الثالثة والقتل الخطأ بسبب وفاة فلويد، وأفاد مايلك فريمان النائب العام في مقاطعة هينيبين (مينيسوتا) أنه يتوقع توجيه اتهامات للضباط الثلاثة الآخرين المتورطين في مقتل فلويد.
بعد مقتل فلويد، انطلقت المظاهرات والاحتجاجات في منطقة منيابولس سانت بول في 26 أيار (مايو)، وقد كانت سلمية في البداية، ثم تطوّرت وتصاعدت لاحقاً ذلك اليوم لتصل إلى أعمال شغب، حيث حُطّمت النوافذ في دائرة الشرطة وأشعلت النيران في متجرين، ونهبت وتضررت العديد من المتاجر. اشتبك بعض المتظاهرين مع الشرطة، التي أطلقت الغاز المسيل للدموع والرصاص المطاطي.
لم يحدد تشريح الجثة الأول وجود أي مؤشر على وفاة فلويد بسبب الخنق أو الاختناق الرضحي، لكن آثار التقييد والظروف الصحية الضمنية، بما فيها مرض الشريان التاجي وأمراض القلب وارتفاع ضغط الدم، ووجود مسكرات محتملة في دم المعتقل قد ساهمت في وفاته. أعلن محامو عائلة فلويد أنهم طلبوا تشريح الجثة بشكلٍ مستقلّ.
تمت مقارنة مقتل فلويد مع مقتل إريك غارنر عام 2014، وهو أيضاً رجل أفريقي أمريكي غير مسلّح، كرّر أيضاً عبارة «لا يمكنني أن أتنفّس» أحد عشر مرة بعد أن جثى أحد ضبّاط شرطة نيويورك بركبته على عنقه أثناء الاعتقال.

## الأشخاص المعنيون

### جورج فلويد
جورج فلويد أمريكي من أصول أفريقية. ولد 14 أكتوبر 1973 في ولاية كارولاينا الشمالية، بلغ عمره عند وفاته 46 عامًا. انتقل فلويد إلى مينيسوتا عام 2014. حيث عاش في سانت لويس بارك وعمل في مدينة منيابولس القريبة كحارس أمن لمطعم ولمدة خمس سنوات. وقت وفاته، كان فلويد قد فقد وظيفته مؤخرًا بسبب أمر حاكم مينيسوتا بالبقاء في المنازل كإجراء للحجر الصحي جراء جائحة فيروس كورونا. كان فلويد أبًا لابنتين، أعمارهما 6 و 22 عامًا، بقيتا في هيوستن.

### ضباط الشرطة
ديريك مايكل شوفين، رجل أبيض يبلغ من العمر 44 عامًا، كان ضابطًا في قسم شرطة منيابولس منذ عام 2001 تقريبًا. احتوى سجل شوفين الرسمي على 18 شكوى، انتهت اثنتان منها بتوجيه رسائل توبيخ رسمية. شارك في ثلاث عمليات إطلاق نار من قبل الشرطة، أدى أحدها إلى وفاة. وفقاً لتصريحات مالكة النادي الذي عمل فيه فلويد كحارس، مايا سانتاماريا، فقد عمل عندها أيضاً شوفين كحارس أمن، وكان لديهما نوبات متداخلة في الملهى الليلي El Nuevo Rodeo. وقالت إن شوفين عمل هناك لمدة 17 عامًا بينما عمل فلويد في حوالي 12 حفلة. وقالت إنها لا تعرف ما إذا كانا يعرفان بعضهم البعض لكنها لا تعتقد ذلك. وصفت سانتاماريا الضابط شوفين بأنه يستخدم أساليب شديدة العدوانية في ناديها، والتي طلبت منه تخفيف حدة عمله.
تو تاو، ضابط همونغ أمريكي، درس في أكاديمية الشرطة عام 2009 وتم تعيينه في وظيفة بدوام كامل مع شرطة منيابولس في عام 2012 بعد تسريحه لمدة عامين. في عام 2017، تم رفع دعوى قضائية ضده بتهمة الإفراط باستخدام القوة وتمت تسويتها خارج المحكمة مقابل 25000 دولار.
تم تحديد ضابطين آخرين هما توماس لين وج.   ألكسندر كوينج. لم يسجل ضدهما شكاوى ضمن سجلاتهم.
في يوم الجمعة 24 نوفمبر 2023 تعرض الشرطي المعتقل ديريك مايكل شوفين للطعن داخل سجنهِ في ولاية أريزونا.

## الأحداث

### التصريحات الأولية من الشرطة والمسعفين
بعد الساعة 8:00 من مساء يوم 25 مايو، يوم الذكرى، انطلق ضباط إدارة شرطة منيابولس ردا على «ادعاء بوجود عملية التزوير» في شيكاغو أفينيو ساوث في حي باودرهورن في منيابولس. وبحسب محطة تلفزيون دبليو سي سي أو، كان هنالك إدعاء بأن فلويد «حاول استخدام وثائق مزورة في مطعم مجاور». وفقًا لأحد مالكي المطعم، حاول فلويد استخدام عملة ورقية بقيمة 20 دولارًا شك أحد الموظفين بأنها مزيفة. وبحسب الشرطة، كان فلويد يجلس في سيارة مجاورة لمحل البقالة وكان يبدو أنه تحت تأثير العقاقير. متحدث باسم إدارة الشرطة قال إن الضباط أمروا فلويد بالخروج من السيارة، وعندها «قاوم جسديا».
وبحسب شرطة منيابولس، «تمكن الضباط من وضع الأصفاد على المشتبه به ثم لاحظوا أنه يعاني من ضائقة طبية»، فطلبوا سيارة إسعاف. وجاء في بيان لشرطة منيابولس أنه لم يتم استخدام الأسلحة في عملية الاعتقال. وفقا لوزارة الإطفاء في منيابولس، نقل المسعفون فلويد من الموقع وكانوا يقومون بعملية تنشيط للقلب من خلال الضغط على الصدر كما قاموا بتدابير أخرى في محاولة لإنقاذه. تم نقل فلويد إلى مركز مقاطعة هينيبين الطبي، حيث أعلن عن وفاته.

### فيديو الاعتقال الذي سجله المارة
تم تسجيل جزء من الاعتقال من قبل أحد المارة حيث كان يبثه بشكل مباشر عبر خدمة «فيسبوك لايف»،  أصبح الفيديو منتشرًا بشكل ضخم. في بداية الفيديو، ظهر فلويد مثبتًا على صدره ووجهه على الأرض، وظهر الضابط تشوفين يركع بركبته على رقبة فلويد. استرحم فلويد تشوفين مرارا بقوله «من فضلك» و «لا أستطيع التنفس»، وكان يئن أيضا، يئن، وينوح. أحد المارة قال للشرطي «لقد ثبته. دعه يتنفس».
يقول أحد المارة: "مات أحد أصدقائي بنفس الطريقة"، وبعدها رد فلويد بقوله "أنا على وشك أن أموت على نفس النحو"، يطلب تشوفين من فلويد الاسترخاء. يسأل أحد رجال الشرطة فلويد "ماذا تريد؟" فيجيب فلويد "لا أستطيع التنفس."  يؤكد فلويد: "أرجوك، الركبة في رقبتي، لا أستطيع التنفس". شخص ما يطلب من فلويد أن "يقف ويركب السيارة  بينما تقول وكالة بازفييد للأخبار أنه "من غير الواضح" تحديد أن كان ذلك ضابطا يتحدث أم لا)،  رد فلويد "سأفعل   . . . لا أستطيع التحرك ". فلويد صرخ، "ماما!"  يقول فلويد: "معدتي تؤلمني، رقبتي تؤلمني، كل شيء يؤلمني"، وطلب الماء. الشرطة لا تستجيب بشكل مسموع لفلويد. فلويد يتوسل، "لا تقتلني".
أشار أحد المارة إلى أن أنف فلويد بدأ ينزف. وقال آخر للشرطة إن فلويد «لا يقاوم الاعتقال». أخبرت الشرطة المارة أن فلويد كان «يتحدث، وإنه بخير». فرد أحد المارة بأن فلويد «ليس بخير». واحتج المارة على أن الشرطة كانت تمنع فلويد من التنفس، وتوسلوهم، «أرفعوه عن الأرض   . . . بإمكانك وضعه في السيارة الآن. إنه لا يقاوم الاعتقال أو أي شيء. أنت فقط تستمتع بألمه. انظر لحالك. لغة جسدك.» 
يصمت فلويد ولا يتحرك، لكن شوفين لا يرفع ركبته عن عنق فلويد. يقول المارة أن فلويد «لا يستجيب»، ويطلبون مرارًا من الشرطة فحص نبض فلويد. يتساءل أحد المارة «هل قتلوه؟» 
تصل سيارة إسعاف في نهاية المطاف، ولا يرفع تشوفين ركبته حتى يبدأ موظفي الخدمات الطبية الطارئة برفع جثة فلويد غير المستجيب على النقالة. يتم تحميل الجثة في سيارة الإسعاف ويتم نقلها. أحد المارة قال إن الشرطة «قتلت للتو» فلويد. أظهر هذا الفيديو شوفين وهو يثبت عنق فلويد بركبته لمدة سبع دقائق على الأقل.

### مقاطع فيديو أخرى
يظهر مقطع فيديو ثانٍ للمارة، تم التقاطه من داخل سيارة، كيفية إنزال فلويد من سيارته. مجلة فايس قالت أن فلويد لم يقاوم «لا يبدو أنه يقاوم   - يقف بجانب سيارته». كتبت الإندبندنت، «يظهر الفيديو شرطيين يسحبان السيد فلويد من سيارته دون أن يبدي أي مقاومة واضحة».
ظهر أيضا مقطع فيديو آخر ومدته ست دقائق، من كاميرا أمن مثبتة على مطعم قريب. المقطع أظهر ضابطين ينزلان رجلاً من مركبة. الرجل كان مكبل اليدين، ثم تم جلب الرجل إلى الرصيف حيث جلس. يصل ضابط ثالث. في وقت لاحق، يساعد الضابط الرجل على الوقوف مرة أخرى، ويأخذ ضابطان الرجل مشيا إلى سيارة شرطة، حيث يسقط الرجل على الأرض. زعمت الشرطة في البداية أن فلويد قاوم الاعتقال، لكن مقطع فيديو المراقبة هذا «يُظهر الضباط الذين يحتجزونه يتحركون بكل هدوء»، وفقًا لـشبكة سي بي إس. وكتبت شبكة سي إن إن الإخبارية أن شريط المراقبة «لا يدعم مزاعم الشرطة بأن جورج فلويد قاوم الاعتقال».
وأظهر تسجيل فيديو للحادث من زاوية مختلفة «ثلاثة ضباط يثبتون فلويد على الأرض، بينما يقف رابع فوقه»، حسبما أفادت شبكة سي بي إس الاخبارية المسائية. كتبت صحيفة وول ستريت جورنال بأنه «يمكن رؤية ثلاثة ضباط يجلسون على» فلويد.
شرطة منيابولس بارك (MPP) - وكالة مختلفة عن قسم شرطة منيابولس (MPD) - كان لديها ضابط في مكان اعتقال فلويد. نشرت شرطة منيابولس بارك لقطات من كاميرا جسم الضابط في 28 مايو. وأظهرت اللقطات الضابط يطمئن راكبين كانا أصلا في سيارة فلويد إلى أن سيارة إسعاف ستصل إلى الموقع، وطلب منهما «البقاء في مكانيهما». وأشارت شبكة سي إن إن إلى أن الضابط «لم يكن ينظر باتجاه الحادثة عند وقعها».

## طالع أيضًا
- مظاهرات مقتل جورج فلويد
- حقوق الإنسان في الولايات المتحدة
- قتل والتر سكوت من قبل ضابط شرطة نورث تشارلستون في عام 2015
- إطلاق النار على جاستين داموند من قبل ضابط شرطة منيابولس في 2017
- قانون الانتفاضة 1807
- 8 دقائق و 46 ثانية